# El Tejar (Guatemala)
El Tejar è un comune del Guatemala facente parte del dipartimento di Chimaltenango.